# Свобода, Томаш
Томаш Свобода (чеш. Tomáš Svoboda; род. 24 февраля 1987, Литомержице, Северочешский край) — профессиональный хоккеист. В настоящее время играет за чешский клуб «Орли Зноймо». Чемпион Чехии.

## Биография
Свобода начинал карьеру в системе пражской Славии. В 2005 году был выбран на драфте канадской лиги командой Drummondville Voltigeurs после чего уехал в Северную Америку. В 2008 году вернулся в Чехию и успел сыграть за такие команды как Пльзень, Витковице и другие.